# Heteronychia nanula
Heteronychia nanula är en tvåvingeart som beskrevs av Povolny 1999. Heteronychia nanula ingår i släktet Heteronychia och familjen köttflugor. Inga underarter finns listade i Catalogue of Life.